# クリストフェル・プールヘム
クリストフェル・プールヘム（Christopher Polhem  発音、1661年12月18日 - 1751年8月30日）は、スウェーデンの科学者、発明家、実業家。叙爵以前の姓は Polhammar。スウェーデンの経済と産業の発展、特に鉱業の発展に多大な貢献をしている。

## 生涯
ゴットランド島で生まれる。その誕生は教会の記録などにも残っておらず、正確な生誕地は不明だが、ヴィスビューと見なされている。
家族はオーストリアからドイツのポメラニアに移住し、さらにそこから父ウォルフ・クリストフ・ポルハマーがヴィスビューに移り住んで小型船の船長となった。プールヘムが8歳のとき父が亡くなり、母が再婚。継父との仲がうまくいかず、授業料も払ってもらえなくなったため、ストックホルムにいた叔父の世話になるようになった。ストックホルムでドイツ人学校に12歳まで通ったが、叔父が死去。再び教育を受けられない状況に陥った。
ストックホルムの南方の農場で働くようになり、すぐに監督の地位に登りつめ、農場の会計も任されるようになった。そこで数学と相性がよいことがわかった。農場で10年間働き、その間に作業場を作って、そこで道具を作ったり機械の修理を行ってお金を稼いだ。
数学や機械工学という興味のある分野での知識を熱望し、これ以上を学ぶにはラテン語を習得する必要があると気づいた。独学で学ぼうとしたが挫折し、先生に教わる必要があるとわかった。交換条件として複雑な時計を組み立てるという約束で、プールヘムは地元の教区司祭からラテン語を学んだ。
プールヘムの機械工学のスキルはすぐに広がり、教会の僧がウプサラ大学の数学教授 Anders Spole にプールヘムを推薦する手紙を出した。Spole はプールヘムに2台の壊れた時計を提示し、それらを修理できたら学生として迎えようと提案した。プールヘムは簡単に時計を修理してみせ、1687年、26歳のときにやっと教育を受けられるようになった。
1691年 Maria Hoffman と結婚し、2人の子 Gabriel と Emerentia をもうけた。
1716年、国王カール12世が国家への貢献に謝意を表し叙爵した。このとき、Polheim という姓も授けられたが、後に自ら Polhem に変えた。
1739年、スウェーデン王立科学アカデミーの創設と同時に、息子と共にメンバーに選ばれた。
1751年、ストックホルムで老衰で死去。

## 経歴

### 産業

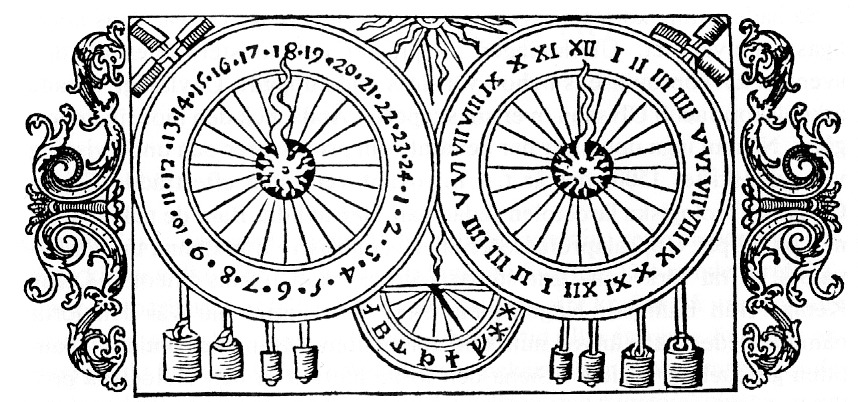
オラウス・マグナスの History に掲載されていた16世紀の木版画。ウプサラ大聖堂の天文時計を描いたものとされている。

プールヘムの自伝によれば、彼の経歴の最初は、ウプサラ大聖堂の未完成の天文時計の修理を成功させたことだったという。その時計は Petrus Astronomus が1500年ごろに製作したもので、1世紀以上もの間未完成のまま放置されていた。
1690年、プールヘムはスウェーデンの鉱業の改善を命じられた。プールヘムは鉱石を鉱山から引き上げて輸送する当時の危険で非効率な作業工程を改善した。彼は水車を動力源として鉱石の運搬を大幅に自動化し、労働者は鉱石を積んだコンテナを牽くだけでよくなった。この成果に感銘を受けたカール11世は、プールヘムに当時スウェーデン最大の鉱山だったファールンの銅山の改善を命じた。

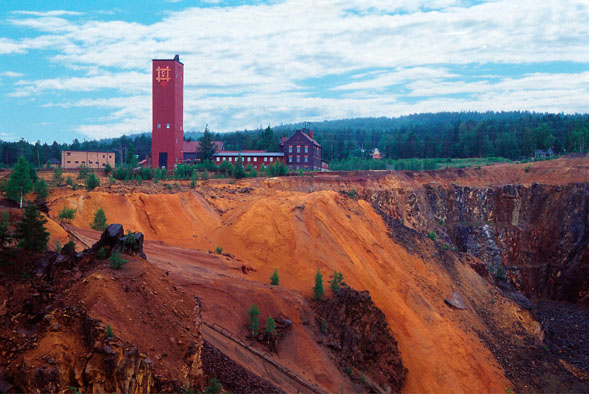
現在のファールンの銅山

鉱山事業者から資金提供を受け、プールヘムはヨーロッパ中を旅して機械開発を学び、1697年にスウェーデンに戻るとストックホルムに工学の教育機関と自身の設計を実験するための施設 laboratorium mechanicum を創設。これがスウェーデン王立工科大学の前身となった。この研究施設は後にストックホルムからファールンに移転し、さらに Stjärnsund （現在のダーラナ県ヘデモーラ市）に移転した。1748年、研究所で使用していた模型のコレクションはストックホルムに戻されている。
プールヘムの最大の業績は、水力を使った自動化工場である。当時、ファクトリーオートメーションは極めて珍しかった。Stjärnsund に1699年に建設した工場は、スウェーデンは資源をそのまま輸出するのではなく、国内で加工すべきだという考え方の下に、様々な製品を生産した。しかし、この工場は失敗だった。機械に仕事を奪われることを恐れた労働者により、大規模な抵抗運動が起きた。1734年、工場の大部分は火災によって破壊され、時計を生産していた部分だけが残った。工場は時計を生産し続け、その品質の高さと値段の安さで知られるようになった。19世紀には人気が衰えたが、今でも Stjärnsund では年間約20個のプールヘムの設計した時計を生産している。
もう1つの工場の製品として、錠前がある。これは Scandinavian padlock あるいは Polhem lock と呼ばれ、現代の南京錠の原型ともいうべきものである。工場は経済的には赤字だったが、当時の国王カール12世がこれを支援し、プールヘムに対して税を免除した。
Stjärnsundの工場を訪れた同時代人としてカール・フォン・リンネがいる。彼は日記に「Stjärnsundほど楽観的なものはない」 ("Intet är spekulativare än Stjärnsund") と記している。
プールヘムは、スウェーデンの東海岸と西海岸を繋ぐイェータ運河の建設にも貢献している。カール12世と共にプールヘムは運河の建設計画の一部に関与し、特に1700年代に閘門を設計した。運河が実際に完成したのは1832年だが、プールヘムの死後は息子のガブリエル・プールヘムが完成まで監督した。
プールヘムは他にも、友人で助手のエマヌエル・スヴェーデンボリと共に、乾ドック、ダム、前述した閘門などを設計・建設した。

### 他の領域
プールヘムは機械工学以外にも、医学、社会批判、天文学、地質学、経済学などの論文を活発に発表した。

## 栄誉など
- プールヘムは500スウェーデン・クローナ紙幣の裏面に描かれている。なお、表はカール11世の肖像である。
- いくつかの学校がプールヘムの名を冠している。
- 彼の名を冠した「プールヘム賞 (Polhemspriset)」は、スウェーデンの産業や建設業界に多大な貢献をした人に授与されている。
- プールヘムは自在継手を再発明し、「プールヘム・ノット (Polhemknut)」と名付けた。ジェロラモ・カルダーノの発明は知らなかった。
- プールヘムの肖像を刻印した記念貨幣が鋳造された。また、ヴィスビューには胸像もある。
- 機械の基本を示す例を製作し "mechanical alphabet" と名付けた。木製の80個の模型であり、そのうち32個はストックホルムの国立科学技術博物館が所蔵している。別の13個はファールンの鉱山博物館にある。